# Luperodes variabilis
Luperodes variabilis es una especie de insecto coleóptero de la familia Chrysomelidae.

## Distribución geográfica
Habita en Célebes, las islas Talaud y la isla Sangir (Indonesia).